# Chastre-Villeroux
Chastre-Villeroux is een plaats in de Belgische provincie Waals-Brabant. Samen Blanmont vormt het Chastre-Villeroux-Blanmont, een deelgemeente van de gemeente Chastre. Chastre-Villeroux bestaat zelf uit het dorpscentrum van Chastre in het oosten en Villeroux in het westen.

## Geschiedenis
Op de Ferrariskaart uit de jaren 1770 zijn de dorpen Ch.re Dame Alene (Chastre) en Vilroux aangeduid. Op het eind van het ancien régime werden zowel Chastre als Villeroux een zelfstandige gemeente, maar deze werden bij keizerlijk decreet van 1811 alweer opgeheven en verenigd in de gemeente Chastre-Villeroux. De nieuwe gemeente bleef niet lang bestaan, want in de Hollandse periode werd deze gemeente met de gemeente Blanmont samengevoegd tot de nieuwe gemeente Chastre-Villeroux-Blanmont.
Deelgemeenten: Chastre-Villeroux-Blanmont · Cortil-Noirmont · Gentinnes · Saint-Géry

Overige plaatsen: Blanmont · Chastre · Cortil · Noirmont · Villeroux

Belgische gemeenten · Arrondissement Nijvel · Waals-Brabant · Wallonië